# Élections législatives de 1956 en Lot-et-Garonne
Les élections législatives françaises de 1956 se tiennent le 2 janvier. Ce sont les dernières élections législatives de la Quatrième république, après les élections de novembre 1946 et de juin 1951.

## Mode de scrutin
L'Assemblée nationale est composée de 626 sièges pourvus au scrutin proportionnel plurinominal suivant la règle de la plus forte moyenne dans le cadre départemental, sans panachage.
Le vote préférentiel est admis, en inscrivant un numéro d'ordre en face du nom d'un, de plusieurs ou de tous les candidats de la liste. Mais l'ordre ne pourra être modifié que si au moins la moitié des suffrages portés sur la liste est numéroté. Dans les faits les modifications ne dépasseront jamais les 7%.
La loi électorale du 7 mai 1951, dite loi des apparentements, reste en vigueur. Elle permet à la base une répartition des sièges à la représentation proportionnelle dans le département, mais si des listes « apparentées » avant le déroulement du scrutin obtiennent ensemble une majorité absolue de suffrages exprimés, elles reçoivent directement tous les sièges à pourvoir.
Dans le département de Lot-et-Garonne, quatre députés sont à élire.

## Élus
| Député sortant      | Parti | Parti   | Député élu ou réélu              | Parti | Parti         |
| ------------------- | ----- | ------- | -------------------------------- | ----- | ------------- |
| Jean Nénon          |       | SFIO    | Hubert Ruffe                     |       | PCF           |
| Henri Caillavet     |       | Rad-soc | Henri Caillavet                  |       | Rad-soc       |
| Raphaël Trémouilhe  |       | Rad-soc | Jean Baylac → Raphaël Trémouilhe |       | UFF → Rad-soc |
| Jean-Jacques Juglas |       | MRP     | Gérard Duprat                    |       | PCF           |

## Résultats

### Résultats à l'échelle du département
- Un apparentement de type Front Républicain est concrétisé entre les listes  Rad-soc, SFIO et Rép. soc.
- Un second regroupe les deux listes poujadistes.

Ce dernier sera déclaré invalide en avril par l'Assemblée, ce qui fera perdre son siège à Jean Baylac, mais permettra à Raphaël Trémouilhe (Rad-soc) de retrouver son siège à l'Assemblée.
| Parti    | Parti                                                                       | Tête de liste           | Résultats | Résultats | Appar. | Appar. | Sièges |
| Parti    | Parti                                                                       | Tête de liste           | Voix      | %         | Voix   | %      | Nb.    |
| -------- | --------------------------------------------------------------------------- | ----------------------- | --------- | --------- | ------ | ------ | ------ |
|          | Parti communiste français                                                   | Hubert Ruffe            | 39 769    | 30,35     | -      | -      | 2 2    |
|          | Parti républicain, radical et radical-socialiste                            | Henri Caillavet         | 34 162    | 26,07     | 22 103 | 16,87  | 1 1    |
|          | Section française de l'Internationale ouvrière                              | Jean Nénon              | 34 162    | 26,07     | 10 894 | 8,31   | - 1    |
|          | Républicains sociaux                                                        | René Canoby             | 34 162    | 26,07     | 1 165  | 0,89   | -      |
|          | Union et fraternité française                                               | Jean Baylac             | 23 875    | 18,22     | 15 650 | 11,94  | 1 1    |
|          | Défense des intérêts agricoles et viticoles                                 | Didier Darquand         | 23 875    | 18,22     | 8 225  | 6,28   | -      |
|          | Mouvement républicain populaire-Centre national des indépendants et paysans | Jean-Jacques Juglas     | 15 833    | 12,08     | -      | -      | - 1    |
|          | Rassemblement des gauches républicaines                                     | Jacques Raphaël-Leygues | 15 060    | 11,49     | -      | -      | -      |
|          | Réforme de l'État                                                           | Charles Moyse           | 1 069     | 0,82      | -      | -      | -      |
|          |                                                                             |                         |           |           |        |        |        |
| Inscrits | Inscrits                                                                    | Inscrits                | 162 574   | 100,00    |        |        | 4      |
| Votants  | Votants                                                                     | Votants                 | 133 887   | 82,36     |        |        |        |
| Exprimés | Exprimés                                                                    | Exprimés                | 131 032   | 97,87     |        |        |        |